# Scuola Internazionale Superiore di Studi Avanzati
Die Scuola Internazionale Superiore di Studi Avanzati (SISSA) (engl.: International School for Advanced Studies) ist eine staatliche italienische Graduiertenschule und Forschungseinrichtung in Triest. Schwerpunkte der SISSA sind Mathematik, Physik und Neurowissenschaften. Es besteht eine enge Kooperation mit dem ebenfalls bei Triest angesiedelten International Centre for Theoretical Physics und der Triestiner Niederlassung des International Centre for Genetic Engineering and Biotechnology und darüber hinaus mit Forschungseinrichtungen in der ehemaligen Provinz Triest sowie weltweit mit diversen Elitehochschulen und Universitäten.

## Geschichte
Nach dem Erdbeben von Friaul 1976 beschloss die italienische Regierung im Rahmen der Wiederaufbaumaßnahmen die Einrichtung einer höheren Bildungs- und Forschungseinrichtung nach dem Muster der Elitehochschule Scuola Normale Superiore in Pisa. In die 1978 gegründete SISSA wurde die seit 1964 in Miramare bei Triest bestehende Scuola di Perfezionamento in Fisica (Advanced School of Physics) eingegliedert. 1997 erschien die erste Ausgabe der wissenschaftlichen Fachzeitschrift der SISSA, das Journal of High Energy Physics. 2010 bezog die SISSA ein neues Domizil, bei dem es sich um ein renoviertes und umgebautes ehemaliges Sanatorium in einem Park mit Meeresblick zwischen Triest und Opicina handelt. Der neue Standort liegt an der Bahnstrecke Triest–Opicina.
Seit 1978 haben an der SISSA über 1200 Studenten ihren Ph.D. erlangt, seit 1993 wurden mehr als 200 Mastergrade vergeben (Stand 2016).

## Organisation

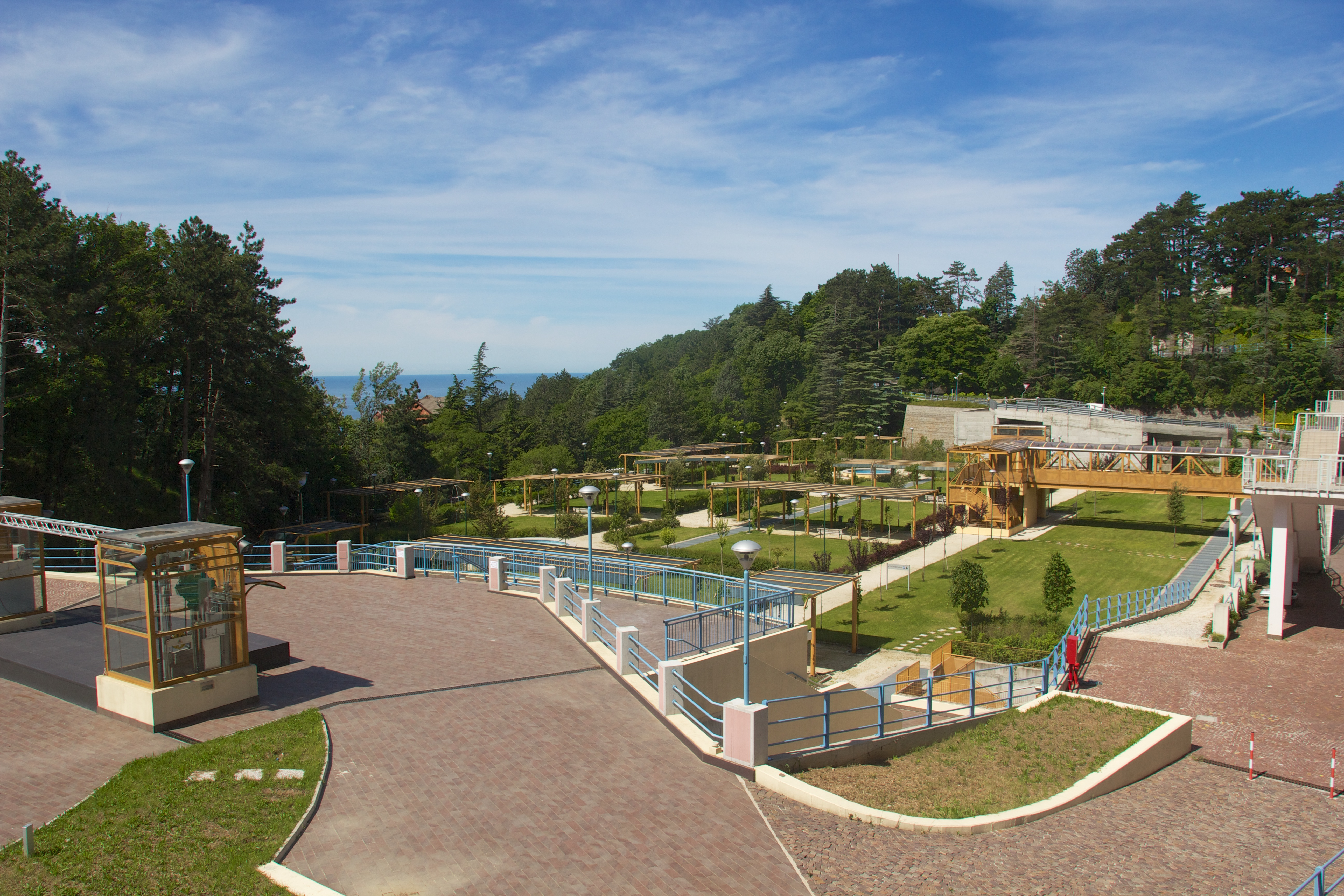
Außenbereich

Die SISSA ist in folgende Fachbereiche oder Forschungsgebiete (research areas) untergliedert:
- Astroteilchenphysik
- Astrophysik
- Kondensierte Materie
- Molekulare und statistische Biophysik
- Statistische Physik
- Theoretische Teilchenphysik
- Kognitive Neurowissenschaft
- Neurobiologie
- Funktionelle und strukturelle Genomik
- Physik und Chemie biologischer Systeme
- Angewandte Mathematik
- Geometrie und Mathematische Physik

Die Ph.D.-Kurse der genannten Fachbereiche sind auf drei bis vier Jahre ausgelegt. Jedes Jahr werden rund 70 neue Ph.D.-Studenten zugelassen. Darüber hinaus besteht ein sogenanntes Interdisciplinary Laboratory for Natural and Humanistic Sciences, das unter anderem einen Masterstudiengang in „Wissenschaftlicher Kommunikation“ anbietet. Weitere Masterstudiengänge wurden in Zusammenarbeit mit den Universitäten Triest und Trient eingerichtet.